# 大兴地镇
大兴地镇，是中华人民共和国云南省怒江傈僳族自治州泸水市下辖的一个乡镇级行政单位。

## 行政区划
大兴地镇下辖以下地区：
维拉坝珠海社区、自扁王基村、木楠村、团结村、鲁奎地村、自基村、卯照村、四排拉多村。